# Paul Scholes
Paul Aaron Scholes (Salford, 16. studenog 1974.) engleski je bivši nogometaš i trenutačno trener, koji je cijelu karijeru proveo u Manchester Unitedu, te je jedan od najboljih svjetskih veznih igrača. Također je igrao i za englesku reprezentaciju od 1997. do 2004. te je sudjelovao na četiri velika natjecanja. 

## Statistika
| Natjecanje          | Svi nastupi | Golovi |
| ------------------- | ----------- | ------ |
| FA Premier liga     | 395         | 96     |
| europska natjecanja | 102         | 23     |
| FA kup              | 38          | 12     |
| Liga kup            | 16          | 8      |
| Ukupno              | 569         | 139    |

## Trofeji
- FA Premier liga

- Pobjednik (9): 1995/96., 1996./97., 1998./99., 1999./2000., 2000./01., 2002./03., 2006./07., 2007./08., 2008./09.
- Drugoplasirani (2): 1997./98., 2005./06., 2010./11.

- FA kup

- Pobjednik (3): 1995./96., 1998./99., 2003./04.
- Finalist (3): 1994./95., 2004./05., 2006./07.

- FA juniorski kup

- Finalist: 1993.

- Liga kup

- Pobjednik (2):  2005./06., 2008./09.
- Finalist (1): 2002./03.

- FA Community Shield

- Pobjednik (6):  1994., 1996., 1997., 2003., 2007., 2008.
- Finalist (5): 1998., 1999., 2000., 2001., 2004.

- UEFA Liga prvaka

- Pobjednik (2): 1998./99., 2007./08.

- UEFA Superkup

- Finalist (2): 1999., 2008.

- Interkontinentalni kup

- Pobjednik (1): 1999.

- FIFA Svjetsko klupsko prvenstvo

- Pobjednik (1): 2008.

### Osobni
- FA Premier liga igrač mjeseca: siječanj 2003., prosinac 2003., listopad 2006.
- FA Premier liga idealna momčad sezone: 2002./03., 2006./07.